# James Woods
James Howard Woods (Vernal, Utah, 1947. április 18. –) Golden Globe-, kétszeres Primetime- és Daytime Emmy-díjas amerikai színész, szinkronszínész és filmproducer.
Legismertebb filmjei közé tartozik a Videodrome (1983), a Volt egyszer egy Amerika (1984), a Casino (1995), a Nixon (1995) és a Kapcsolat (1997). Oscar-díjra jelölt alakításai voltak a Salvador (1986) és a Kísért a múlt (1996) című filmekben. Szinkronszínészként ő kölcsönözte Hadész hangját a Herkules (1997), valamint Sólyom hangját a Stuart Little, kisegér 2. (2002) című animációs filmekben.
Fontosabb televíziós főszerepe volt a Shark – Törvényszéki ragadozó (2006–2008) című sorozatban. Az ígéret (1986) és A nevem Bill W. (1989) című tévéfilmekkel összesen két Primetime Emmy-díjat szerzett – előbbivel egy Golden Globe-díjat is kiérdemelt. Szinkronhangja olyan animációs sorozatok epizódjaiban hallgató, mint a Family Guy vagy A Simpson család.

## Pályafutása
James Woods 1947. április 18-án született Utahban. Mégsem ott nőtt fel, hanem Warwickban, Rhode Islandben, ahol 1965-ben elvégezte a Pilgrim High Schoolt. Később a Massachusetts Institute of Technologyra járt a massachusettsi Cambridge-ben. Kimaradt az iskolából, hogy felépítse színészkarrierjét. A sovány felépítésű, fanyar képű színész-producer élénk szemekkel, kreol arcbőrével és egy néha megbízhatatlan vigyorgásával nyűgözte le, több mint három évtizeden keresztül a közönséget. Az MIT-n megszerezte a diplomát politológiából, s miközben elment New Yorkba, hogy egy maroknyi ottani színházi csapattal fellépjen a világot jelentő deszkákon, megkapta élete első filmszerepét A látogatók (1972) című filmbe. 
Ezután olyan szerepekkel folytatta, mint az Ilyenek voltunk (1973) és a The Choirboys (1977), de a Kojak és a San Francisco utcáin egy-egy epizódjában is szerepelt. Szerepet kapott Joseph Wambaugh regénye filmátdolgozásában a Hagymaföld (1979) című filmben, amiben egy hidegvérű zsarugyilkost alakított, olyan meggyőzően, hogy megkapta élete első Golden Globe-jelölését. Gyorsan kapott is egy másik Joseph Wambaugh-filmet a The Black Marble-t (1980), amely már nem lett akkora siker számára. Koszos és instabil kábeltévé-tulajdonos volt David Cronenberg, Videodrome (1983) filmjében. Egy gengsztert (Max Bercovicz) alakított Sergio Leone, Volt egyszer egy Amerika (1984) című mozijában. mígnem 1986-ra a csúcsra jutott, amikor Richard Boyle újságírót hozta a mozivászonra Oliver Stone megrázó filmjében, a Salvadorban (1986). Alakításáért Oscar-díjra jelölték a legjobb férfi főszereplő kategóriában, ráadásul, még ugyanebben az évben szerepelt James Garnerrel Az ígéret (1986) című tévéfilmben (Golden Globe-díjat kapott érte).
Az 1990-es évek kezdetében pozitív kritikát kapott Roy Marcus Cohn megformálásáért az Egy elhibázott élet című tévéfilmben (1992). 1994-ben szerepelt A specialista című akciófilmben is Sylvester Stallone és Sharon Stone mellett. Woods „nyálkás” csalóként volt látható, megint Sharon Stone-nal, Robert De Niróval és Joe Pescivel a Casinóban (1995), majd ismét óriásit alakított mint H. R. Haldeman a Nixonban (1995). 1996-ban sorozatgyilkost (Carl Panzramot) játszott, a Killer – Egy sorozatgyilkos naplójábólban (1996), majd egy polgárjogi merénylő volt (Byron De La Beckwith) a Kísért a múltban (1996), amiért megkapta második Oscar-díj-jelölését is.
Woods olyan animációs filmekben volt szinkronhang, mint a Herkules (1997), Final Fantasy – A harc szelleme (1999) (tévé), és a Stuart Little 2. (2002). Majd a kritikusan dicsért Öngyilkos szüzekben (1999) volt látható, aztán a vígjáték-rémületben, a Horrorra akadva 2.-ben (2001). Később a Shark – Törvényszéki ragadozó (2006) című sorozat főszereplője volt mint Sebastian Stark, védőügyvéd. A sorozatból két széria készült. Újabb tévéfilmje a Too Big to Fail, melyben olyan nagy sztárok láthatóak, mint Paul Giamatti, William Hurt, Tony Shalhoub, Bill Pullman a rendezője pedig az Oscar-díjas Curtis Hanson. Alakítása egy újabb Emmy-díj jelölés.
2017-ben bejelentette visszavonulását a színészettől, amit az akkor már 70 éves színész a korával indokolt, ugyanakkor több botrány is megtépázta ekkoriban a hírnevét: több alkalommal is nyíltan, élesen kritizált neki nem tetsző embereket vagy filmeket az interneten, miközben Donald Trump mellett fejezte ki szimpátiáját; a Twitter egy időre le is tiltotta fiókját. Amber Tamblyn színésznő pedig azt állította, hogy Woods megpróbált kikezdeni vele, amikor még csak 16 éves volt, aki visszautasítva a vádat hazugnak nevezte Tamblynt.

## Magánélete
Első házassága 1980-tól Kathryn Morrisonnal három, míg a második feleségével, Sarah Owennel 1989-től csak egy évig tartott. Kedveli a régiséggyűjtést és a pókert, több pókerversenyen is indult.
A 2025 elején kitört Los Angeles környéki futótüzek miatt több más színészkollégájához hasonlóan ő is az ingatlana elhagyására kényszerült, ahol elmondása szerint a beteg szomszédja kimenekítésében is részt vett. „Egy nap még a medencédben úszkálsz, másnap már oda az egész.” – közölte a színész. Miután sok híresség ingatlana is a tűz marataléka lett úgy tűnt, hogy Woods háza is így jár majd, de végül sértetlen maradt.

## Filmográfia

### Film

#### Filmproducer
| Év   | Magyar cím                  | Eredeti cím                    | Megjegyzések                   |
| ---- | --------------------------- | ------------------------------ | ------------------------------ |
| 1988 | Hekus (A hekus)             | Cop                            | filmproducer                   |
| 1998 | Még egy nap a paradicsomban | Another Day in Paradise        | filmproducer                   |
| 2002 |                             | Falling in Love in Pongo Ponga | rövidfilm (filmrendező és író) |
| 2003 |                             | Northfork                      | vezető filmproducer            |
| 2023 | Oppenheimer                 | Oppenheimer                    | vezető filmproducer            |

#### Filmszínész
| Év   | Magyar cím                             | Eredeti cím                                 | Szerep                         | Magyar hang            |
| ---- | -------------------------------------- | ------------------------------------------- | ------------------------------ | ---------------------- |
| 1972 | A látogatók                            | The Visitors                                | Bill Schmidt                   | Dunai Tamás            |
| 1972 | A látogatók                            | The Visitors                                | Bill Schmidt                   | Dányi Krisztián        |
| 1972 | Hickey és Boggs                        | Hickey & Boggs                              | Wyatt hadnagy                  |                        |
| 1973 | Ilyenek voltunk                        | The Way We Were                             | Frankie McVeigh                | Kern András            |
| 1974 | A szerencsejátékos                     | The Gambler                                 | banki hivatalnok               |                        |
| 1975 | A döntés éjszakája                     | Night Moves                                 | Quentin                        | Csonka András          |
| 1976 | Alex és a cigánylány                   | Alex & the Gypsy                            | Crainpool                      | Schnell Ádám           |
| 1977 |                                        | The Choirboys                               | Harold Bloomguard              |                        |
| 1979 | Hagymaföld                             | The Onion Field                             | Gregory Powell                 | Szakácsi Sándor        |
| 1980 |                                        | The Black Marble                            | hegedűs                        |                        |
| 1981 | Vigyázó szemek (Átverés)               | Eyewitness                                  | Aldo Mercer                    | Rubold Ödön            |
| 1982 | Cella                                  | Fast-Walking                                | Frank "Fast-Walking" Miniver   |                        |
| 1982 | Rémképtár                              | Split Image                                 | Charles Pratt                  |                        |
| 1983 | Videodrome                             | Videodrome                                  | Max Renn                       | Széles László          |
| 1984 | Esélylesők                             | Against All Odds                            | Jake Wise                      |                        |
| 1984 | Volt egyszer egy Amerika               | Once Upon a Time in America                 | Maximilian Bercovicz           | Szakácsi Sándor        |
| 1985 | Macskaszem                             | Cat's Eye                                   | Dick Morrison                  | Breyer Zoltán          |
| 1985 | Macskaszem                             | Cat's Eye                                   | Dick Morrison                  | Dunai Tamás            |
| 1985 | Légy bátor és erős!                    | Joshua Then and Now                         | Joshua Shapiro                 |                        |
| 1986 | Salvador                               | Salvador                                    | Richard Boyle                  | Kautzky Armand         |
| 1987 | Bestseller – Egy bérgyilkos vallomásai | Best Seller                                 | Cleve                          | Fülöp Zsigmond         |
| 1987 | Bestseller – Egy bérgyilkos vallomásai | Best Seller                                 | Cleve                          | Dányi Krisztián        |
| 1988 | Hekus (A hekus)                        | Cop                                         | Lloyd Hopkins                  | Balkay Géza            |
| 1988 | Kétes üzlet                            | The Boost                                   | Lenny Brown                    | Dunai Tamás            |
| 1989 | Az igazság bajnoka                     | True Believer                               | Eddie Dodd                     | Moravetz Levente       |
| 1989 | A családban marad                      | Immediate Family                            | Michael Spector                | Lux Ádám               |
| 1991 | Jobb ma egy zsaru, mint holnap kettő   | The Hard Way                                | John Moss                      | Szakácsi Sándor        |
| 1992 | Egyenes beszéd                         | Straight Talk                               | Jack Russell                   | Reviczky Gábor         |
| 1992 | Éjféli bunyó                           | Diggstown                                   | Gabriel Caine                  | Barbinek Péter         |
| 1992 | Chaplin                                | Chaplin                                     | Joseph Scott                   | Wohlmuth István        |
| 1994 | Szökésben                              | The Getaway                                 | Jack Benyon                    | Barbinek Péter         |
| 1994 | Szökésben                              | The Getaway                                 | Jack Benyon                    | Kőszegi Ákos           |
| 1994 | Eladó a családom                       | Curse of the Starving Class                 | Weston Tate                    | Harsányi Gábor         |
| 1994 | A specialista                          | The Specialist                              | Ned Trent                      | Szakácsi Sándor        |
| 1995 | Holtomiglan, holtodiglan               | For Better or Worse                         | Reggie Makeshift               |                        |
| 1995 | Killer – Egy sorozatgyilkos naplója    | Killer: A Journal of Murder                 | Carl Panzram                   | Kautzky Armand         |
| 1995 | Casino                                 | Casino                                      | Lester Diamond                 | Rosta Sándor           |
| 1995 | Casino                                 | Casino                                      | Lester Diamond                 | Rátóti Zoltán          |
| 1995 | Casino                                 | Casino                                      | Lester Diamond                 | Haás Vander Péter      |
| 1995 | Nixon                                  | Nixon                                       | H.R. Haldeman                  | Sörös Sándor           |
| 1996 | Kísért a múlt                          | Ghosts of Mississippi                       | Byron De La Beckwith           | Szakácsi Sándor        |
| 1997 |                                        | Kicked in the Head                          | Sam nagybácsi                  |                        |
| 1997 | Herkules                               | Hercules                                    | Hadész (hangja)                | Kulka János            |
| 1997 | Kapcsolat                              | Contact                                     | Michael Kitz                   | Sinkovits-Vitay András |
| 1998 | John Carpenter – Vámpírok              | Vampires                                    | Jack Crow                      | Szakácsi Sándor        |
| 1998 | Még egy nap a paradicsomban            | Another Day in Paradise                     | Mel                            | Szakácsi Sándor        |
| 1999 | Az igazság napja                       | True Crime                                  | Alan Mann                      | Szakácsi Sándor        |
| 1999 | Öngyilkos szüzek                       | The Virgin Suicides                         | Ronald Lisbon                  | Kautzky Armand         |
| 1999 | Öngyilkos szüzek                       | The Virgin Suicides                         | Ronald Lisbon                  | Rosta Sándor           |
| 1999 |                                        | Hercules: Zero to Hero                      | Hadész (hangja)                |                        |
| 1999 | A tábornok lánya                       | The General's Daughter                      | Robert Moore ezredes           | Máté Gábor             |
| 1999 | Minden héten háború                    | Any Given Sunday                            | Dr. Harvey Mandrake            | Balkay Géza            |
| 1999 | Ilyen a boksz                          | Play It to the Bone                         | rajongó (cameo)                |                        |
| 2001 | Nincs több suli                        | Recess: School's Out                        | Dr. Phillium Benedict (hangja) | Kulka János            |
| 2001 | Final Fantasy – A harc szelleme        | Final Fantasy: The Spirits Within           | General Hein tábornok (hangja) | Kőszegi Ákos           |
| 2001 | Horrorra akadva 2.                     | Scary Movie 2                               | McFeely atya                   | Rosta Sándor           |
| 2001 | Fiúk az életemből                      | Riding in Cars with Boys                    | Leonard Donofrio               | Szakácsi Sándor        |
| 2001 | Az űridomár                            | Race to Space                               | Wilhelm von Huber              |                        |
| 2002 | John Q – Végszükség                    | John Q                                      | Raymond Turner                 | Kőszegi Ákos           |
| 2002 | Stuart Little, kisegér 2.              | Stuart Little 2                             | Sólyom (hangja)                | Balázsi Gyula          |
| 2002 |                                        | Mickey's House of Villains                  | Hadész (hangja)                |                        |
| 2002 |                                        | Rolie Polie Olie: The Great Defender of Fun | Gloomius Maximus (hangja)      |                        |
| 2003 |                                        | Northfork                                   | Walter O'Brien                 |                        |
| 2003 |                                        | This Girl's Life                            | Pops                           |                        |
| 2005 | A bosszú iskolája                      | Pretty Persuasion                           | Hank Joyce                     | Vass Gábor             |
| 2005 | Csak lazán!                            | Be Cool                                     | Tommy Athens                   | Szakácsi Sándor        |
| 2005 |                                        | Ark                                         | Jallak (hangja)                |                        |
| 2006 | Döntő játszma                          | End Game                                    | Vaughn Stevens                 | Jakab Csaba            |
| 2007 | Vigyázz, kész, szörf!                  | Surf's Up                                   | Reggie Belafonte (hangja)      | Csuja Imre             |
| 2008 | Amerikai ének                          | Big Fat Important Movie                     | Grosslight ügynök              | Sörös Sándor           |
| 2010 | Az Igazság Ligája: Két Földi válság    | Justice League: Crisis on Two Earths        | Owlman (hangja)                | Láng Balázs            |
| 2011 | Szalmakutyák                           | Straw Dogs                                  | Tom Heddon                     | Barbinek Péter         |
| 2011 | Mia és Migoo                           | Mia and the Migoo                           | Jojo-la-Frite (hangja)         |                        |
| 2012 |                                        | Officer Down                                | Verona százados                |                        |
| 2013 | Az elnök végveszélyben                 | White House Down                            | Martin Walker                  | Barbinek Péter         |
| 2013 | Jobs – Gondolkozz másképp              | Jobs                                        | Dean Jack Dudman               | Rosta Sándor           |
| 2014 |                                        | Jamesy Boy                                  | Falton hadnagy                 |                        |
| 2016 |                                        | Bling                                       | Victor (hangja)                |                        |
| 2023 | Volt egyszer egy stúdió (rövidfilm)    | Once Upon a Studio                          | Hadész (hangja)                | Csík Csaba Krisztián   |

### Televízió

#### Tévéfilm
| Év   | Magyar cím                                  | Eredeti cím                                 | Szerep                      | Magyar hang     |
| ---- | ------------------------------------------- | ------------------------------------------- | --------------------------- | --------------- |
| 1976 |                                             | The Disappearance of Aimee                  | Joseph Ryan ügyvéd          |                 |
| 1976 |                                             | The Billion Dollar Bubble                   | Art Lewis                   |                 |
| 1976 | Támadás Entebbe-nél                         | Raid on Entebbe                             | Sammy Berg százados         | Miller Zoltán   |
| 1979 |                                             | The Incredible Journey of Doctor Meg Laurel | Sin Eater                   |                 |
| 1985 |                                             | Badge of the Assassin                       | Robert K. Tannenbaum ügyvéd |                 |
| 1986 | Az ígéret                                   | Promise                                     | D.J.                        |                 |
| 1987 |                                             | In Love and War                             | James B. 'Jim' Stockdale    |                 |
| 1989 | A nevem Bill W.                             | My Name Is Bill W.                          | Bill Wilson                 |                 |
| 1990 |                                             | Women & Men: Stories of Seduction           | Robert                      |                 |
| 1991 | Egyik kopó, másik eb                        | The Boys                                    | Walter Farmer               |                 |
| 1992 | Egy elhibázott élet                         | Citizen Cohn                                | Roy Cohn                    | Szakácsi Sándor |
| 1994 | Otthon, édes…                               | Jane's House                                | Paul Clark                  |                 |
| 1994 | Szomszédölés                                | Next Door                                   | Matt Coler                  |                 |
| 1995 | Megbélyegezve – A McMartin-per              | Indictment: The McMartin Trial              | Danny Davis                 | Barbinek Péter  |
| 1995 | Megbélyegezve – A McMartin-per              | Indictment: The McMartin Trial              | Danny Davis                 | Szakácsi Sándor |
| 1996 |                                             | The Summer of Ben Tyler                     | Temple Rayburn              |                 |
| 2000 | Tiltott képek                               | Dirty Pictures                              | Dennis Barrie               |                 |
| 2003 | New York lángokban – A Rudy Giuliani-sztori | Rudy: The Rudy Giuliani Story               | Rudy Giuliani               | Szakácsi Sándor |
| 2011 | Válság a Wall Streeten                      | Too Big to Fail                             | Richard Fuld                | Kőszegi Ákos    |
| 2013 | Mary és Martha                              | Mary and Martha                             | Tom                         | Kőszegi Ákos    |

#### Sorozat
| Év        | Magyar cím                    | Eredeti cím                   | Szerep                        | Megjegyzések                                |
| --------- | ----------------------------- | ----------------------------- | ----------------------------- | ------------------------------------------- |
| 1973–1974 | Kojak                         | Kojak                         | rendőr                        | - 1 epizód - (stáblistán nem szerepel)      |
| 1973–1974 | Kojak                         | Kojak                         | Caz                           | - 1 epizód - magyar hangja: - Forgács Péter |
| 1974      | Rockford nyomoz               | The Rockford Files            | Larry Kirkoff                 | 1 epizód                                    |
| 1975      |                               | Welcome Back, Kotter          | Alex Welles                   | 1 epizód                                    |
| 1975      | San Francisco utcáin          | The Streets of San Francisco  | Doug                          | 1 epizód                                    |
| 1975      |                               | The Rookies                   | Ted Ayres                     | 1 epizód                                    |
| 1976      |                               | Barnaby Jones                 | Danny Reeves                  | 1 epizód                                    |
| 1976      |                               | Police Story                  | Lewis Packer                  | 1 epizód                                    |
| 1977      |                               | Family                        | Dr. Robert Styles             | 1 epizód                                    |
| 1978      | Holokauszt                    | Holocaust                     | Karl Weiss                    | minisorozat (4 epizód)                      |
| 1979–1980 |                               | Young Maverick                | Lem Fraker                    | 2 epizód                                    |
| 1989      | Saturday Night Live           | Saturday Night Live           | házigazda                     | 1 epizód                                    |
| 1993      |                               | Dream On                      | Dennis Youngblood             | 1 epizód                                    |
| 1993      | Bukott angyalok               | Fallen Angels                 | Mickey Cohen                  | 1 epizód                                    |
| 1994      | A Simpson család              | The Simpsons                  | önmaga (hangja)               | 1 epizód                                    |
| 1998–1999 | Herkules                      | Hercules: The Animated Series | Hadész (hangja)               | 31 epizód                                   |
| 2001      |                               | Clerks: The Animated Series   | Baklava őrnagy (hangja)       | 1 epizód                                    |
| 2001–2002 | Mickey egér klubja            | House of Mouse                | Hadész (hangja)               | 10 epizód                                   |
| 2005      |                               | Odd Job Jack                  | Manny Kowalski (hangja)       | 1 epizód                                    |
| 2005–2016 | Family Guy                    | Family Guy                    | önmaga (hangja)               | 8 epizód                                    |
| 2006      | Vészhelyzet                   | ER                            | Dr. Nate Lennox               | 1 epizód                                    |
| 2006      | Törtetők                      | Entourage                     | önmaga                        | 1 epizód                                    |
| 2006–2008 | Shark – Törvényszéki ragadozó | Shark                         | Sebastian Stark               | főszereplő (38 epizód)                      |
| 2012      | Kóma                          | Coma                          | Dr. Theodore Stark            | minisorozat (2 epizód)                      |
| 2013      | Ray Donovan                   | Ray Donovan                   | Patrick Sullivan              | 6 epizód                                    |
| 2013      |                               | Futurescape                   | önmaga (házigazda)            | 3 epizód                                    |
| 2016–2017 | Justice League Action         | Justice League Action         | Lex Luthor / Repulse (hangja) | 7 epizód                                    |
| 2017      |                               | Dice                          | James Woods                   | 2 epizód                                    |

## Fontosabb díjak és jelölések
| Év   | Díj                     | Kategória                                                | Jelölt mű                                   | Eredmény |
| ---- | ----------------------- | -------------------------------------------------------- | ------------------------------------------- | -------- |
| 1986 | Oscar-díj               | Legjobb férfi főszereplő                                 | Salvador                                    | Jelölve  |
| 1996 | Oscar-díj               | Legjobb férfi mellékszereplő                             | Kísért a múlt                               | Jelölve  |
| 1987 | Primetime Emmy-díj      | Legjobb férfi főszereplő (minisorozat vagy tévéfilm)     | Az ígéret                                   | Elnyerte |
| 1989 | Primetime Emmy-díj      | Legjobb férfi főszereplő (minisorozat vagy tévéfilm)     | A nevem Bill W.                             | Elnyerte |
| 1993 | Primetime Emmy-díj      | Legjobb férfi főszereplő (minisorozat vagy tévéfilm)     | Egy elhibázott élet                         | Jelölve  |
| 1995 | Primetime Emmy-díj      | Legjobb férfi főszereplő (minisorozat vagy tévéfilm)     | Megbélyegezve: A McMartin-per               | Jelölve  |
| 2003 | Primetime Emmy-díj      | Legjobb férfi főszereplő (minisorozat vagy tévéfilm)     | New York lángokban – A Rudy Giuliani-sztori | Jelölve  |
| 2006 | Primetime Emmy-díj      | Legjobb vendégszínész (drámasorozat)                     | Vészhelyzet                                 | Jelölve  |
| 2011 | Primetime Emmy-díj      | Legjobb férfi mellékszereplő (minisorozat vagy tévéfilm) | Válság a Wall Streeten                      | Jelölve  |
| 2000 | Daytime Emmy-díj        | Legjobb színész (animációs műsor)                        | Herkules                                    | Elnyerte |
| 1979 | Golden Globe-díj        | Legjobb férfi főszereplő (filmdráma)                     | Hagymaföld                                  | Jelölve  |
| 1986 | Golden Globe-díj        | Legjobb férfi főszereplő (minisorozat vagy tévéfilm)     | Az ígéret                                   | Elnyerte |
| 1987 | Golden Globe-díj        | Legjobb férfi főszereplő (minisorozat vagy tévéfilm)     | In Love and War                             | Jelölve  |
| 1989 | Golden Globe-díj        | Legjobb férfi főszereplő (minisorozat vagy tévéfilm)     | A nevem Bill W.                             | Jelölve  |
| 1992 | Golden Globe-díj        | Legjobb férfi főszereplő (minisorozat vagy tévéfilm)     | Egy elhibázott élet                         | Jelölve  |
| 1995 | Golden Globe-díj        | Legjobb férfi főszereplő (minisorozat vagy tévéfilm)     | Megbélyegezve: A McMartin-per               | Jelölve  |
| 1996 | Golden Globe-díj        | Legjobb férfi mellékszereplő                             | Kísért a múlt                               | Jelölve  |
| 2000 | Golden Globe-díj        | Legjobb férfi főszereplő (minisorozat vagy tévéfilm)     | Tiltott képek                               | Jelölve  |
| 1995 | Screen Actors Guild-díj | Legjobb szereplőgárda (mozifilm)                         | Nixon                                       | Jelölve  |
| 2000 | Screen Actors Guild-díj | Legjobb színész (minisorozat vagy tévéfilm)              | Tiltott képek                               | Jelölve  |
| 2011 | Screen Actors Guild-díj | Legjobb színész (minisorozat vagy tévéfilm)              | Válság a Wall Streeten                      | Jelölve  |

1998. október 15-én Woods saját csillagot kapott a Hollywood Walk of Fame-n.

## Fordítás
- Ez a szócikk részben vagy egészben  a   James Woods című angol Wikipédia-szócikk fordításán alapul.  Az eredeti cikk szerkesztőit annak laptörténete sorolja fel. Ez a jelzés csupán a megfogalmazás eredetét és a szerzői jogokat jelzi, nem szolgál a cikkben szereplő információk forrásmegjelöléseként.